# CBC演歌ベストテン
『CBC演歌ベストテン』（シービーシーえんかベストテン）は、CBCラジオが放送していた、演歌専門のカウントダウン番組である。
番組終了時点の放送時間は日曜日の21:00～22:40（JST）であった。野球シーズン中は「CBCドラゴンズナイター」が延長した場合、時間の変更（繰り下げ）がある。
番組終了時点のパーソナリティはさゆりん（井上小百合）。
2013年3月までは戸井康成がパーソナリティを担当していた。
2014年3月30日をもって最終回を迎え、4月6日に「CBC歌謡ベストテン」と改名して（番組内容もパーソナリティもそのまま）再スタートを切った。

## 概要
- 最新演歌チャートベスト20の発表
  - 曲はベスト3ならフルコーラスかかるが、4位から10位は一部しかかからない。11位から20位は曲はかからず、歌手名と曲名が紹介されるのみである。
- ゲストトーク(後述)
- 今週の注目曲
  - ごく最近発表された新曲を流す。ランキング発表の合間に3曲程度、原則フルコーラス流れる。ベスト20のランクイン曲がここで改めて流されることもある。

## その他
- 以前の放送時間は日曜日の21:00～22:25（JST）。2010年4月から「河原崎辰也 いくしかないだろう!」が日曜22:00放送開始になった関係で1時間となったが、2013年4月から最終回までは日曜日の21:00～22:40であった。
- 番組冒頭の戸井の台詞は「お待たせしました。こんばんは。あなたの戸井康成です。CBC演歌ベストテンのパーソナリティを務めさせて頂きます。人生の先輩方、ひとつお見知りおきを」この後でフリートークがあり、スポンサー紹介があってからCMに入った。なお、CMはこのオープニング時と、その週のランキング1位の発表が終わった後の2回しか流れなかった。
- 戸井はCBCラジオで当番組の他に「土曜天国 ぴかラジ」というレギュラー番組を持っていたが（現在はドラ魂ナイト）、「ぴかラジ」の時とは異なり、この番組では終始穏やかで飄々とした語りであった。冒頭の決め台詞と合わせ、高い年齢層のリスナーを意識していることをうかがわせる。
- 22時25分まで放送されていた頃は「ふつおたのコーナー」があった。リスナーに最近の近況などをメールやはがきなどで送ってもらう「普通のお便り」コーナーである。演歌と全く関係のない内容でも送ることができた。
- ゲストトークについては、歌手が一方的に新曲や近況などを話すコメントゲストとゲストが戸井と会話をしながら新曲を紹介するものがあった。戸井と会話をするのはたいてい1回の放送につき1組である。なお、戸井とゲストのトークでは歌と直接関係のない話題で盛り上がるあまり、ゲストが自分の歌に触れるのを忘れるというケースもあった。
- ゲストのうち戸井と会話をした歌手の曲を流す際には戸井自らが作成した文章を曲の最初に朗読する。かつては、「目指せ!玉置宏」と言ってから紹介していたが、2010年2月11日に玉置が他界して以降は「目指せ!ぴかイチナレーター」という台詞に変わっていた。
- 番組の最後はある年月に流行した曲で締めた。時期は1950年代～80年代半ばぐらいまでと幅広いが、曲は当然に演歌か歌謡曲である。「いっしょに歌お!CBCラジオ」に演歌・歌謡曲が採用された場合はその曲をここで流すこともあった。
- 番組宣伝CMが制作されていた（主にスポットCM）。「あなたの戸井康成です」で始まり、番組内容や放送時間を宣伝した後、「日曜の夜は演歌で決まりですね」と締めた。他の戸井出演の番組宣伝CMとは異なり、終始穏やかなナレーションで通していた（なお、『演歌』の部分はやや溜めてナレーションしている）。
- 日曜深夜（月曜未明）は放送機器メンテナンスによる休止枠があるため、極端に野球放送が長引き、メンテナンスに支障をきたす場合は放送時間の短縮、またまれに番組を休止し「フィラー（バッファとも）」としてインストゥルメンタルのレコード音楽に切り替える場合があった。